# 種生村
種生村（たなおむら）は三重県名賀郡にあった村。現在の伊賀市の南東部、近鉄大阪線・青山町駅の南方、前深瀬川の上流域にあたる。

## 地理
- 河川：尼ヶ岳
- 河川：前深瀬川、川上川

## 歴史
- 1889年（明治22年）4月1日 - 町村制の施行により、種生村・高尾村・老川村・川上村の区域をもって伊賀郡種生村が発足。
- 1896年（明治29年）4月1日 - 所属郡が名賀郡に変更。
- 1955年（昭和30年）3月1日 - 阿保町・上津村・矢持村と合併して青山町が発足。同日種生村廃止。